# Siphocampylus niveus
Siphocampylus niveus là loài thực vật có hoa trong họ Hoa chuông. Loài này được (Willd. ex Schult.) Vatke miêu tả khoa học đầu tiên năm 1874.